# جاكوب هايات
جاكوب هايات هو قاضي ومحامي ليتواني، ولد في 1905 في ليتوانيا، وتوفي في 2001 في ورسستر في الولايات المتحدة.